# Dawkinsia filamentosa
Dawkinsia filamentosa (Valenciennes, 1844) è un pesce appartenente alla famiglia Cyprinidae.

## Distribuzione e habitat
Proviene da estuari, laghetti e stagni indiani.

## Descrizione
Presenta un corpo compresso lateralmente. La pinna dorsale dei maschi adulti è formata da raggi allungati simili a filamenti. Non supera i 18 cm. La pinna caudale è biforcuta; poco davanti al peduncolo c'è un'ampia macchia scura.

## Biologia

### Comportamento
È pacifico e nuota in piccoli banchi.

### Alimentazione
Si nutre di alghe, detriti e piccoli invertebrati, soprattutto insetti.

### Riproduzione
È oviparo e la fecondazione è esterna. Non ci sono cure nei confronti delle uova.

## Conservazione
Questa specie è classificata come "a rischio minimo" (LC) dalla lista rossa IUCN, ma potrebbe essere minacciata dal degrado del suo habitat.

## Acquariofilia
Può essere allevato in acquario.